# Freycinetia lunata
Freycinetia lunata là một loài thực vật có hoa trong họ Dứa dại. Loài này được Huynh miêu tả khoa học đầu tiên năm 1999.
Loài này thuộc chi Freycinetia. Freycinetia lunata được tìm thấy ở Papua New Guinea

. Hiện chưa có phân loài nào được ghi nhận cho loài này.